# Chất oxy hóa

Biểu tượng nguy hiểm hóa học của Liên minh châu Âu cho các chất oxy hóa

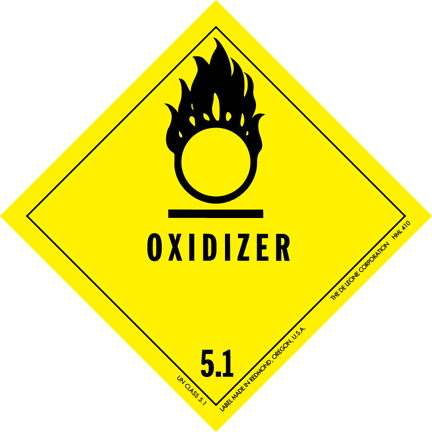
Nhãn hàng nguy hiểm cho các chất oxy hóa

Áp phích chất oxy hóa

Một chất oxy hóa (hay tác nhân oxy hóa) là: 
1. Một hợp chất hóa học có khả năng chuyển giao các nguyên tử oxy hoặc
2. Một chất thu các điện tử trong một phản ứng oxy hóa khử.

Định nghĩa trên là để áp dụng cho những gì mà phần lớn mọi người hay được đọc về nó. Nó cũng là nghĩa mà phần lớn các nhà hóa học hữu cơ hay sử dụng. Trong cả hai trường hợp, chất oxy hóa bị khử trong phản ứng hóa học.
-VD:1 cục đá bị nước mưa mài mòn do trong nước mưa có 1 lượng axit nhất định.
Hiểu một cách đơn giản thì:
- Chất oxy hóa bị khử.
- Chất khử bị oxy hóa.
- Tất cả các nguyên tử trong phân tử đều có thể gán cho một số oxy hóa. Giá trị này bị thay đổi khi có một chất oxy hóa tác dụng lên chất nền.
- Phản ứng oxy hóa khử diễn ra khi các điện tử được trao đổi.

Để ghi nhớ chỉ cần hiểu rằng: Quá trình oxy hóa là mất điện tử, quá trình khử là thu điện tử.

## Ví dụ về phản ứng oxy hóa khử
Phản ứng tạo ra sắt (III) oxide:
4Fe + 3O2 → 2Fe2O3
Trong phương trình trên, sắt (Fe) có số oxy hóa ban đầu bằng 0 và bằng 3+ sau phản ứng. Đối với oxy (O) thì số oxy hóa của nó ban đầu là 0 và giảm xuống 2-. Các thay đổi này có thể xem xét như là hai nửa của phản ứng diễn ra đồng thời:
1. Quá trình oxy hóa: Fe0 → Fe3+ + 3e−
2. Quá trình khử: O2 + 4e−  → 2 O2−

Sắt (Fe) bị mất điện tử nên gọi là bị oxy hóa, do đó số oxy hóa của nó tăng lên và nó là chất khử do nó cấp các điện tử cho oxy (O). Oxy (O) bị khử do nhận điện tử từ săt (Fe),do đó số oxy hóa  của nó giảm và nó là được gọi là chất oxy hóa.

## Các nghĩa khác
Do quá trình oxy hóa là phổ biến (các chất nổ khi nổ hay nhiên liệu khi cháy, ăn mòn điện hóa), nên thuật ngữ chất oxy hóa có nhiều nghĩa đôi khi không trùng nhau.
Theo một định nghĩa, chất oxy hóa nhận các điện tử từ chất khử. Trong ngữ cảnh này, chất oxy hóa được gọi là tác nhân nhận điện tử. Một chất oxy hóa kinh điển là ion ferroxenium [Fe(C5H5)2]+ nhận điện tử để tạo ra Fe(C5H5)2. Sự quan tâm lớn của các nhà hóa học là các chi tiết của sự kiện chuyển giao điện tử, nó có thể miêu tả như là phạm vi bên trong hay phạm vi bên ngoài.
Trong cách sử dụng thông thường khác, một chất oxy hóa chuyển giao các nguyên tử oxy cho chất nền. Trong ngữ cảnh này, chất oxy hóa có thể gọi là thuốc thử oxy hóa hay tác nhân chuyển giao oxy-nguyên tử. Ví dụ [MnO4]− permanganat,  [CrO4]2− cromat, OsO4 tetroxid osmi, ClO4 perchlorat. Lưu ý rằng các chất này đều là các dạng oxid, và trên thực tế là các polyoxid. Trong một số trường hợp, các oxid này cũng có thể đóng vai trò của tác nhân nhận điện tử, như trong minh họa về sự chuyển hóa của  [MnO4]− thành [MnO4]2−, manganat.
Một định nghĩa theo ngữ cảnh của hàng hóa có nguy hiểm cháy về các chất oxy hóa là các chất, trong khi chúng có thể không nhất thiết phải dễ bắt lửa, có thể sinh ra oxy - là nguyên nhân hay góp phần vào sự cháy của các vật liệu khác. (Australian Dangerous Goods Code, ấn bản lần thứ 6). Theo định nghĩa này thì một số vật liệu được phân loại như là chất oxy hóa theo hóa phân tích lại không được phân loại như là chất oxy hóa theo ngữ cảnh của hàng hóa có nguy hiểm cháy. Một ví dụ là dicromat kali đã không vượt qua được thử nghiệm của hàng hóa có nguy hiểm cháy như là một chất oxy hóa.

## Mối liên hệ với gốc tự do
Chất oxy hóa cũng là một cách gọi khác của gốc tự do. Có thể chúng được chia làm hai bài riêng với mục tiêu nhấn mạnh, để cập đến các hướng khác nhau:
- Chất oxy hóa nói về các phản ứng oxy hóa khử hóa học nói chung xảy ra trong môi trường
- Gốc tự do nói về các phản ứng oxy hóa xảy ra trong cơ thể gây ra các loại bệnh và nhiều tác hại trên cơ thể

## Một số chất oxy hóa
- Superoxide, hydro peroxide (H2O2) và hydroxyl
- Hypoclorit và các hypohalit khác
- Iod và các halogen khác
- Clorit, clorat, perchlorat và các hợp chất tương tự của các halogen khác
- Các muối penmanganat
- Nitrat xeri (IV) amoni và các hợp chất khác tương tự của xeri(IV).
- Các hợp chất crom hóa trị 6 như các acid cromic và dicromic cùng trioxid crom, Clorocromat pyridinium (PCC) và các hợp chất cromat/dicromat.
- Các hợp chất peroxid
- Thuốc thử Tollen
- Sulfoxid
- Acid persulfuric
- Ôzôn
- Tetroxid osmi (OsO4)
- Acid nitric
- Oxide đinitơ (N2O)